# Herramélluri
Herramélluri tỉnh và cộng đồng tự trị La Rioja, phía bắc Tây Ban Nha. Đô thị này có diện tích là 10,88 ki-lô-mét vuông, dân số năm 2009 là 89 người với mật độ 8,18 người/km². Đô thị này có cự ly 55 km so với Logroño.